# Entonomenia microporata
Entonomenia microporata is een Solenogastressoort uit de familie van de Rhopalomeniidae. De wetenschappelijke naam van de soort is voor het eerst geldig gepubliceerd in 2002 door Handl & Salvini-Plawen.